# Hasunuma Shota
Shota Hasunuma (sinh ngày 15 tháng 10 năm 1993) là một cầu thủ bóng đá người Nhật Bản.

## Sự nghiệp câu lạc bộ
Shota Hasunuma đã từng chơi cho Fukushima United FC.